# 베빌 러드

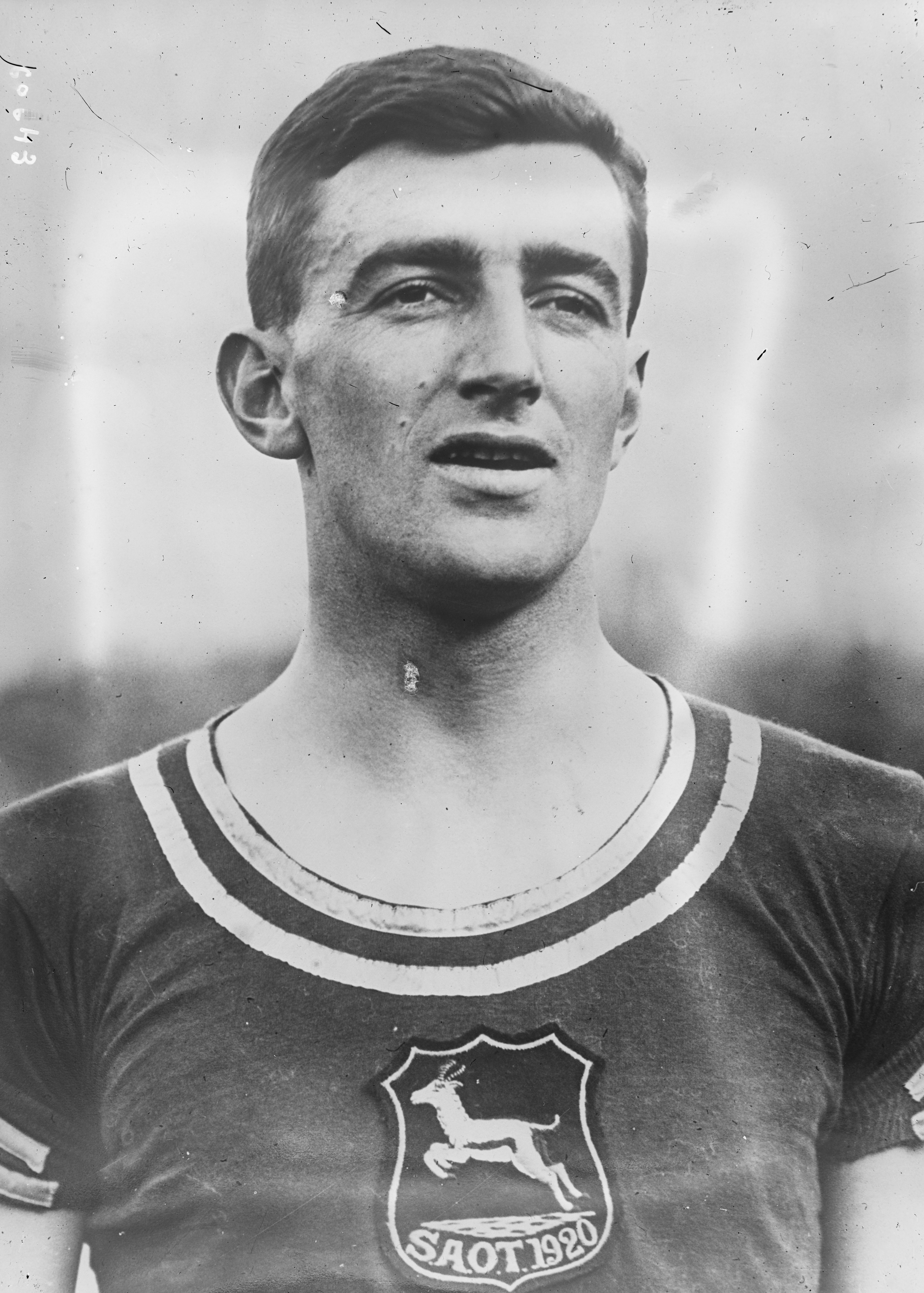

베빌 러드(Bevil Rudd, 본명: 베빌 고든 더반 러드, Bevil Gordon D'Urban Rudd, 1894년 10월 5일 – 1948년 2월 2일)는 남아프리카 공화국의 육상 경기 선수이자 1920년 하계 올림픽 400m 챔피언이었다.